# Фолксдојчери
Фолксдојчери (њем. Volksdeutsche — Фолксдојче) у терминологији Трећег рајха били су „људи чији је језик и култура има њемачко поријекло, али који немају њемачко држављанство”. Ријечи фолк (њем. Volk) и фолкиш (њем. völkisch) се преводе као „народ/народни”.
Фолксдојчери (тадашњи етнички Нијемци) одбацили су свој дотадашњи идентитет Аусландсдојчера (инострани Нијемци) и постепено постојала Фолксдојчери током процеса саморадикализације. Овај процес је нацистичком режиму дао језгро око којег је успостављена нови Фолксгемајншафт (заједница народа) изван њемачких граница.
Фолксдојчери су даље дијељени у „расне” групе — мањине унутар државне мањине — засноване на посебним културним, друштвеним и историјским критеријумима које су развили нацисти.
Били су присутни и у Југославији, а важну улогу су играли у окупацији Баната током Другог светског рата.

## Поријекло термина
Према историчару Дорис Берген, Адолф Хитлер је сковао дефиницију Фолксдојчера која се појавила у меморандуму  Рајхсканцеларији 1938. године. Тај документ дефинише фолксдојчере као „људе чији језик и култура има њемачке коријене, али који немају њемачко држављанство”. Послије 1945. године, нацистички закон о држављанству из 1935. (њем. Reichsbürgergesetz) и припадајући прописи који су се позивали на нацистичке концепте крви и расе у вези са концептом фолксдојчера, укинути су у Њемачкој.
За Хитлера и остале етничке Нијемце у то вријеме овај термин је у себи носио одређене семантичке нијансе — чистоћу крви, расну дефиницију — оно што не укључује савремено значење термина „етнички Нијемац”. У складу са њемачким процјенама тридесетих година, око 30 милиона фолксдојчера и аусландсдојчера живјело је изван граница Рајха. Значај дио њих био је у источној Европи: Пољска, Украјина, балтичке државе, затим Румунија, Мађарска, Словенија, у којима су углавном живјели у селима дуж тока Дунава, и у Русији.
Нацистичка циљ експанзије дао је Фолксдојчерима посебну улогу у њемачким плановима, да им додјели њемачко држављанство и уздигне их на власт над аутохтоним становништвом у тим областима. Нацисти су детаљно описали такве циљеве у Генералплану Ост. У неким областима, попут Пољске, нацистичке власти су саставиле посебне спискове и регистровале људе као етничке Нијемце у Фолкслисти.